# Janka-puszta
Janka-puszta ili Jankovac je bio ustaški vježbovni logor s gospodarskim objektima. 
Izvorno ime je Janka-puszta, a na kasnijim ustaškim dokumentima nazivaju ga Jankovac (" Zapovjedničtvo ust. logora ‘Jankovac’ ").
Ovaj se je posjed nalazio u Mađarskoj blizu državne granice s Kraljevinom SHS, gdje je preko granice bila Hrvatska. Nalazio se kod mjesta Murskog Krstura i Belezne, u čurgujskom kotaru. 
Ljeta 1931. posjed je uzeo u zakup Gustav Perčec posredovanjem mađarskih vlasti pod lažnim imenom Emil Horvath. Uz dopuštenje mađarskih vlasti organizirao je ustaški centar. Ustaše iz ovog vježbovnog logora djelovale su preko granice i razvile jaku mrežu u Prekodravlju i kod Đelekovca. Dok nije osnovan logor Janka-puszta, ustaše su najviše djelovala preko granice kod Ferdinandovca.
Prostirao na 242 jutra zemlje. Položaj je bio na uzvisini. Imao je dvije zgrade. Zemljišni dio činile su polja i šume.
O osnivanju logora pisao je Mijo Bzik, koji je tvrdio da je prvi logor „osnovan (...) na sjeveru, gdje su još iz prvih dana ‘Jugoslavije’ živjeli neki izbjegli Hrvati. Po svemu sudeći mislio je na djelatnost Hrvatskoga emigrantskog komiteta i pokušaja osnivanja tzv. Hrvatske legije neposredno nakon svršetka Prvoga svjetskog rata. Pri pokušaju ustrojavanja Hrvatske legije 1919. djelatan je bio Josip Metzger, a na Jankovcu je kraće vrijeme djelovai i Narcis Jeszensky, također nekadašnji član Hrvatskoga emigrantskog komiteta.
Listopada 1931. prvi su hrvatski politički emigranti došli u ovaj logor. U početku nije djelovao kao vježbovni logor, nego kao gospodarstveni logor. Ondje su hrvatski emigranti, njih 15 – 20, mahom bjegunci koji su pobjegli zbog izbjegavanja vojne obveze te nezadovoljnici stanjem u Kraljevini Jugoslaviji i osobe koje su tražile posao. Ovaj nesređeni logor prvo je trebalo očistiti, a zgrade preurediti za buduće pitomce vježbovnog logora. Tek krajem 1931. počeo je djelovati kao logor za uvježbavanje. Zbog manjka ljudi koji bi obrađivali zemlju, Perčec je nastojao povećati broj stanara logora. Ciljane skupine bili su dvovlasnici (uglavnom ekonomski motivi) i hrvatski emigranti u Mađarskoj (politički motivi).
Primanje, provjera i novačenje pitomaca za Jankovac bili su uređeni cijelom procedurom. Svatko tko je pobjegao preko granice, a nije znao za logor, morao je kontaktirati s policijom i izjasniti se želi li raditi za Perčeca. Tek po prolasku saslušanja, mađarske vlasti predavali su kandidate Perčecu ili njegovim pouzdanicima. Kandidati su potom bili dovedeni do logora. Ako nisu bili sumnjivi kao jugoslavenski špijuni ili komunisti, u logoru su dobivali lažna imena i dužnosti.
Uvježbavanje je u početku bilo samo teorijski, bez oružja, pa su pitomci većinom bili radili na gospodarskim objektima. Plaću nisu primali, a noćili su u zajedničkoj spavaonici koja je bila u vrlo lošem stanju.
Vježbovni logor u Jankovcu Perčec je jako loše vodio, zbog čega se zavadio s Igorom Domitrovićem, jednim od prvih pitomaca tog logora. Trzavice s Domitrovićem prenijele su se na sve pitomce. Domitrović je upozoravao da je stvar otišla dotle da je pisao Paveliću da će zbog tih trzavica biti i krvi, ne promijeni li se što ondje. Perčec svojim ponašanjem nije pridonosio gašenju usplamsalih strasti. Nezadovoljnike je vrlo oštro kažnjavao, čak ih je zatvarao. Bijes je bio još veći i dogodilo se nasilje među dvjema skupinama. Nezadovoljnici su tražili neka se smijeni Perčeca i postavi nekog drugog za zapovjednika. Stvar je "riješena" tako što su nezadovoljnici premješteni, dio ih je sam napustio logor. Perčec je dotle boravio s ljubavnicom Jelkom Podgorelec u Budimpešti, povremeno svraćajući u logor za izvidjeti stanje. Sredinom 1932. u logor je došao Ivan Perčević da bi pomogao u vođenju vježbališta.
Jankovački vojno-vježbovni logor je nakon ovih trzavica ponovo ustrojen u jesen 1932. godine. 
Krajem 1933. ustaški pokret pretrpio je veliki udarac, jer su jugoslavenske vlasti uhitile i ubile važne operativce Ivana Gabaja i Ivana Domitrovića. 
Prema svjedočenju Mije Bzika, 1933. je u logoru bilo 20-ak osoba. Gospodarski dio logora trebao je dobiti ribnjak, a rad s oružjem tek je trebao početi. Te su godine imali i instruktora, oružje je bilo iz Italije, a stigle su i odore. Vježbe u gađanju vodio je Emil Lahowski, pa poslije Stjepan Kopčinović i Zvonimir Pospišil. Vježbe u montiranju tempiranih mina vodio je Zvonimir Pospišil je vodio obuku u montiranju tempiranih mina i u pucanju iz pištolja.
Na pregled uvježbavanja povremeno su dolazili Ante Pavelić, Ivan Perčević i Gustav Perčec. Nakon Perčecova slučaja s agenticom Jelkom Podgorelec, Perčević je za privremenog zapovjednika postavio Papića, a sredinom svibnja 1933. Pavelić je na to mjesto ostavio Vjekoslava Servatzyja.
Servatzy je po dolasku osnovao još jedan manji vježbovni logor, Baza-pusztu, koja je bila 25 km od granice, jer je Janka-puszta bila manje sigurna, preblizu granice i previše se znalo o njemu. Također je osnovao jedan manji logor u Velikoj Kaniži. 
Travnja 1934. zbog izdaje Stjepana Petrovića iz Hlebina krajem ožujka 1934., Servatzy je bio prisiljen preseliti pitomce na sigurniju lokaciju, zbog uhićenja ustaša koja su zaredala u koprivničkoj Podravini nakon Petrovićeve predaje. Nakon tog preseljenja Janka-puszta nije više funkcionirala kao ustaški logor. Do kraja godine tim su posjedom upravljale ustaše iz Velike Kaniže, a naposljetku je napušten koncem 1934. godine.
Tijekom postojanja ovog vježbališta, iz njega je osmišljeno i izvedeno nekoliko napadačkih operacija terorističke vrste.